# Fenobarbital
Fenobarbital ou fenobarbitona, é uma substância  barbitúrica usada como medicamento anticonvulsivante, hipnótico e sedativo. Primeiramente comercializada como Luminal por Farbwerke Fr. Bayer & Co., é também conhecido sob o nome comercial Gardenal, entre outros.

## História
O primeiro barbitúrico foi sintetizado em 1902 pelos químicos alemães Hermann Emil Fischer e Joseph von Mering na Bayer. Em 1904, Fisher sintetizou alguns compostos parecidos, entre eles o fenobarbital. Este foi comercializado pela primeira vez em 1912, sob a marca comercial Luminal. Foi utilizado como sedante e hipnótico até 1950, quando apareceram as benzodiazepinas.
Entre 1934 e 1945 o fenobarbital foi usado pelos médicos alemães da Alemanha nazista para matar os garotos que nasciam doentes ou com deformidades físicas, dentro do programa de eugenia que havia sido iniciado pelo Partido Nazista. A Operação T4, dentro da qual foram assassinados todos aqueles garotos que não cumpriam o padrão ariano, foi precursora do Holocausto do povo judeu, e grande quantidade de pessoal médico que esteve implicado neste programa foi logo transferida para campos de concentracão nazista, onde colocaram em prática todo o conhecimento que haviam aprendido anteriormente.

## Propriedades
Tem a capacidade de atuar nos receptores de GABA, imitando-o ou potencializando-o.